# 안동시·안동군·의성군
안동시·안동군·의성군은 대한민국의 옛 국회의원 선거구이다. 당시 경상북도 안동시, 안동군, 의성군 지역을 관할했다.

## 역사
제9대 국회의원 선거를 앞두고 안동시·안동군 선거구와 의성군 선거구가 통합되면서 신설되었다.
제13대 국회의원 선거를 앞두고 안동시 선거구, 안동군 선거구, 의성군 선거구로 각각 분리되면서 폐지되었다.

## 역대 국회의원
| 선거   | 정당 | 정당       | 1위 의원 | 정당 | 정당       | 2위 의원 |
| ------ | ---- | ---------- | -------- | ---- | ---------- | -------- |
| 1973년 |      | 민주공화당 | 김상년   |      | 신민당     | 박해충   |
| 1978년 |      | 민주공화당 | 김상년   |      | 신민당     | 박해충   |
| 1981년 |      | 민주정의당 | 권정달   |      | 한국국민당 | 김영생   |
| 1985년 |      | 민주정의당 | 권정달   |      | 한국국민당 | 김영생   |

## 역대 선거 결과

### 대한민국 제9대 국회의원 선거
|  | 28.43% |

|  | 27.84% |

|  | 16.74% |

|  | 13.95% |

|  | 6.59% |

|  | 6.42% |

### 대한민국 제10대 국회의원 선거
|  | 30.41% |

|  | 27.58% |

|  | 22.07% |

|  | 12.31% |

|  | 5.16% |

|  | 2.44% |

### 대한민국 제11대 국회의원 선거
|  | 58.42% |

|  | 13.56% |

|  | 10.39% |

|  | 6.57% |

|  | 3.26% |

|  | 3.23% |

|  | 2.30% |

|  | 2.22% |

### 대한민국 제12대 국회의원 선거
|  | 59.53% |

|  | 15.40% |

|  | 13.82% |

|  | 11.24% |